# Шуф, Владимир Александрович

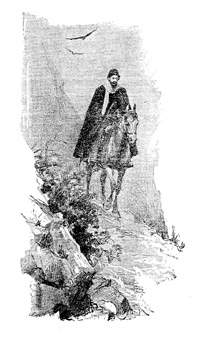
Иллюстрация к поэме «Сальфа. Гибель Шемахи»

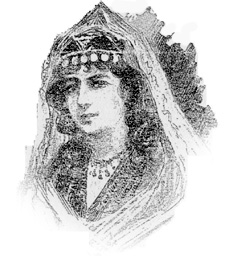
Иллюстрация к поэме «Сальфа. Гибель Шемахи»

Влади́мир Алекса́ндрович Шуф  (1863, Москва, Российская империя — 8 ноября [20 ноября] 1913 года, Ялта, Российская империя) — русский поэт Серебряного века, прозаик, журналист, военный корреспондент. Наиболее часто использовал псевдоним «Борей».

## Биография
Владимир Шуф родился предположительно в 1863 году в Москве в семье историка и юриста Александра Карловича Шуфа, который по окончании в 1859 году курса юридического факультета Московского университета был учителем истории 2-й московской гимназии, затем присяжным поверенным округа московской судебной палаты. Его перу принадлежат труды «О преподавании истории в гимназии» и «Рассказы и биографические очерки из русской истории» (учебник русской истории, М., 1868—1887 г.г. издания). По семейным преданиям, российская ветвь генеалогического древа Шуфов восходила к немцу-библиотекарю, приглашённому царицей Анной Иоанновной из Баварии. Впоследствии ему было пожаловано дворянское звание.
Владимир учился в 3-й классической московской гимназии. Юношей, в 19 лет, он женился на Юлии Ильиничне, которая родила ему сына и дочь. Она происходила из небогатой, интеллигентной семьи, по материнской линии была родственницей композитора Глинки.
Когда у Владимира проявились признаки туберкулёза легких, он уехал с женой в Ялту, где купил себе земельный участок с домиком у самой границы Ливадийского парка на Яйлинском или Бахчисарайском, шоссе (дом № 10). Он собирал местный фольклор, занимался переводами татарских песен, вошедших позднее в его поэтический сборник «Крымские стихотворения». Во время лечения Владимир сотрудничал в местной газете «Ялтинский листок». В Ялте здоровье Владимира Шуфа улучшилось.
Начало литературной деятельности Владимира Шуфа следует отнести к 1884 году, когда первое его стихотворение появилось в «Неделе». Затем поэтом был издан в 1890 году его первый сборник «Крымские стихотворения». В августе 1892 года в «Вестнике Европы» появилась его большая лирическая поэма «Баклан».
Оправившись от болезни, он поступил на службу в Симферопольскую казённую палату. В 1892 году он вместе с другом-татарином Османом приехал в Петербург, где стал сотрудником рабочей газеты «Петербургский листок». Некоторое время он был и её редактором. Одновременно Владимир публикует свои поэтические произведения в журналах «Осколки», «Шут» и в других изданиях. Он знакомится с Фетом, завязывает дружбу с Владимиром Соловьёвым. К этому периоду относится также издание его книги «Могила Азиса».
В 1902 году Владимир Шуф вместе с художником И. А. Владимировым командирован от «Петербургского листка» в Шемаху, где только что прошло катастрофическое землетрясение, и где он едва не погиб, упав в расщелину. На обратном пути он создал поэму «Сальфа. Гибель Шемахи». Все деньги от издания книги Владимир Шуф передал в пользу пострадавших от землетрясения.
Когда у Владимира Шуфа снова появились признаки туберкулёза, он по совету врачей уехал в Одессу, где работал в «Одесских новостях» и потом — в «Одесском листке». Спустя два года Владимир Шуф снова возвратился в Петербург, в редакцию «Нового времени», где и работал до последних дней.
После русско-японской войны он написал книгу сонетов «В край иной…», посвященную своей второй жене, оперной певице и красавице Марии Ивановой-Шуф, которая родила ему двоих сыновей.
Владимир Александрович Шуф умер 8 ноября 1913 года, сорока девяти лет, от чахотки, в своем небольшом доме возле Ялты. Могила поэта утеряна, но известно, что похоронен он был на Массандровском кладбище Ялты.

## Журналистика, путешествия
В начале греко-турецкой войны 1897 г. Владимир Шуф отправился туда в качестве военного корреспондента от «Петербургского листка», с ним поехал и его ялтинский друг Осман. По приезде в греческий город Ларису Осман и Шуф были заподозрены в шпионаже в пользу турок и арестованы. Они были переданы военно-полевому суду, но своевременное вмешательство русского и французского консулов спасло их, и они благополучно вернулись в Петербург. В результате этой поездки появилась книга «На Востоке. Записки корреспондента о греко-турецкой войне».
В следующем году Владимир, вместе со своим неизменным спутником Османом, поехал снова на юг — в Палестину, Сирию и Египет, в качестве придворного корреспондента «Петербургского листка» при походном штабе германского императора Вильгельма.
Затем он побывал в Париже, в качестве военного корреспондента был командирован на Дальний Восток. Во время русско-японской войны ему несколько раз доводилось бывать под огнём. В результатом этой пятимесячной поездки появился роман «Кто идет?».
В конце 1911 года Владимир Шуф отправился в свою последнюю дальнюю командировку, как корреспондент «Нового времени» в составе учебно-автомобильной роты. Главной целью военизированной экспедиции из Петербурга в Персию была проверка их работоспособности во время войны — механических качеств армейских автомобилей в тяжелых климатических и дорожных условиях длительного автопробега.

## Литературное творчество
В. Шуф написал роман в стихах «Сварогов», навеянный воспоминаниями о Крыме, биографический роман «Кто идёт?», отражающий его участие в русско-японской войне, записывал и литературно обрабатывал легенды Крыма, создавал поэмы, лирические циклы, делал переводы сонетов Шекспира и Кернера, сочинял гимн Петру Великому, кантаты, посвященные Н. В. Гоголю и А. С. Суворину, басни и юмористические миниатюры, эпиграммы и стихотворные фельетоны.
Наряду с А. Куприным, И. Буниным, В. Рудич, Ю. Айхенвальдом, В. Волкович-Вель и др. литераторами, В. Шуф со сборником сонетов «В край иной…» где, по словам автора, «рассказана история души, ищущей Бога», был включен в состав претендентов на Пушкинскую премию 1909 г., и его произведения были удостоены комиссией «Почётного Пушкинского отзыва».

## Произведения
- Крымские стихотворения. М.: Типо-лит. Д. А. Бонч-Бруевича, 1890. VI, 141 с.
- Могила Азиса: Крымские легенды и рассказы / Предисл. Сигмы. СПб.: Тов. Эконом. тип.-лит. Панфилова и Палибина, 1895. XII, 368 с.
- Баклан: Поэма. СПб.: Тов. Эконом. тип.-лит. Панфилова и Палибина, 1895. 64 с.
- На Востоке: Записки корреспондента о греко-турецкой войне. СПб.: Эконом. типо-лит. Б. Вульфова, 1897. [4], 226 с.
- Сварогов: Роман в стихах / Илл. Ризниченко и Скиргелло. СПб.: тип. А. А. Пороховщикова, 1898. [2], 399 с.: 8 л. ил.
- Крымские стихотворения. Изд. 2-е, доп. СПб.: тип. А. А. Пороховщикова, 1898. 376, VIII с.
- Гибель Шемахи (Сальфа): Поэма / Рис. И. А. Владимирова. СПб.: тип. газ. «Петербургский листок», 1902. 16 с.: ил.
- В край иной…: Сонеты. СПб.: Т-во Р. Голике и А. Вильборг, 1906. 220, VIII с.
- Кто идёт?: Роман. СПб.: Т-во Р. Голике и А. Вильборг, 1907. [2], 255 с.
- Рыцарь-инок: Драм. поэма в 4-х д. и 5-ти карт. СПб.: Тип. А. С. Суворина, 1908. 109 с.
- Кантата великому писателю Н. В. Гоголю в день открытия памятника 26 апреля 1909 года / Слова В. А. Шуфа, музыка М. М. Иванова. М.: типо-лит. «Ломоносов», 1909. 1 л.: нот.
- Гекзаметры. СПб.: Тип. А. С. Суворина, 1912. VIII, 118 с.